# Lemmings (jogo eletrônico)
Lemmings é um videojogo de puzzle-plataforma desenvolvido originalmente para Amiga pela DMA Design e publicado pela Psygnosis. Foi convertido para várias plataformas, entre elas o Super Nintendo, Nintendo, FM Towns, Commodore 64, PC e, posteriormente, para PSP. Mais tarde foi lançado Lemmings 2: The Tribes e entre as duas edições, havia diferenças, como os gráficos que foram melhorados, foi incluído explicação para os diferentes tipos de Lemmings que poderiam ser usados, melhoria na jogabilidade, porém o jogo foi mais desafiador em relação ao primeiro título da série, segundo algumas revistas de games da época.

## História
Lançado em 1991, a principal figura do jogo é uma versão caricata dos lemingues, pequenos roedores escandinavos.

### Reconversões
Em 2006 a Sony lançou uma reconversão do jogo para PSP, desenvolvida pela Team17. Esta versão contém os 120 níveis do jogo original para Amiga, mais 36 novos e editor de níveis. Em outubro de 2006 sai uma versão pela Rusty Nutz para Playstation 2 onde era possível usar o EyeToy para ajudar os Lemming.
Em 2007 a Team17 reconverteu o jogo para Playstation 3, estando disponível para download na PlayStation Network.

## Objetivo
O objetivo principal do jogo é levar os lemmings ao Saída do Nível, que é semelhante a uma porta. Se conseguir levá-los até esta porta você passa de nível. Parece ser fácil, mas nem sempre é. Você disponibiliza de diversos tipo Lemmings para realizar esta tarefa, entre 'Flame Trowers', tem uma arma lança-chamas para destruir obstáculos, 'Diggers' que cavam no chão (sempre para baixo) 'blockers' que não deixam os outros lemmings passarem por eles. Entre dezenas de outras funcionalidades. Os lemmings especiais tem limites de colocação adequadas a cada Nível.

## Conversões
A popularidade do jogo para Amiga levou com que fosse convertido para outras plataformas, é considerado um dos videojogos com mais versões de todos os tempo. A versão original foi convertida para: 3DO, Acorn Archimedes, Amiga CD32, Amiga CDTV, Amstrad CPC, Apple II, Atari Lynx, Atari ST, Calculadoras Texas Instruments e HP-48 series, Commodore 64, CD-i, FM Towns, Game Boy, Game Boy Color, Game Gear, J2ME, Mac OS, Master System, Mega Drive, Microsoft Windows, MS-DOS, NES, NEC PC-9801, Palm OS, PlayStation 2, PSP, SAM Coupé, Super Nintendo, TurboGrafx-16, X68000, ZX Spectrum. Todas as versões partilham as mesmas funções básicas, no entanto há algumas diferenças devido às retrições de hardware e controlos.